# NGC 2872
NGC 2872 é uma galáxia elíptica (E2) localizada na direcção da constelação de Leo. Possui uma declinação de +11° 25' 58" e uma ascensão recta de 9 horas, 25 minutos e 42,9 segundos.
A galáxia NGC 2872 foi descoberta em 15 de Março de 1784 por William Herschel.